# Campeonato de Primera B 1999-00 (Argentina)
El Torneo Primera B 1999-00 fue la LXVII edición del campeonato de Primera B del fútbol argentino en el orden de los clubes directamente afiliados a la AFA. Dio comienzo el 21 de agosto de 1999 y finalizó el 22 de julio de 2000. Fue disputado por 18 equipos.
Los nuevos equipos participantes fueron: los ascendidos de la Primera C 1998/99, Defensores de Cambaceres y Colegiales y los descendidos de la Primera B Nacional 1998/99 Atlanta y Estudiantes (BA), peores promedios de los equipos metropolitanos de la Primera B Nacional.
El campeón y único ascendido fue Estudiantes (BA) quien venció en la final del torneo a Sarmiento de Junín y retornó rápidamente a la Primera B Nacional.

## Ascensos y descensos
| Posición | Descendidos de la Primera B 1998-99 |
| -------- | ----------------------------------- |
| 17.º     | Sportivo Dock Sud                   |
| 18.º     | Deportivo Laferrere                 |

| Posición  | Ascendidos de la Primera C 1998-99 |
| --------- | ---------------------------------- |
| Campeón   | Defensores de Cambaceres           |
| Gan. Red. | Colegiales                         |

| Posición  | Ascendidos a la Primera B Nacional 1999-00 |
| --------- | ------------------------------------------ |
| Campeón   | Argentino de Rosario                       |
| Gan. Red. | Temperley                                  |

| Posición | Descendidos de la Primera B Nacional 1998-99 |
| -------- | -------------------------------------------- |
| 16.º     | Atlanta                                      |
| 17.º     | Estudiantes (BA)                             |

## Equipos participantes
| Equipo                 | Localidad            | Estadio                      | Capacidad |
| ---------------------- | -------------------- | ---------------------------- | --------- |
| Almirante Brown        | Isidro Casanova      | Fragata Presidente Sarmiento | 25.000    |
| Argentino de Quilmes   | Quilmes              | Argentino de Quilmes         | 7000      |
| Atlanta                | Buenos Aires         | Don León Kolbovsky           | 14.000    |
| Berazategui            | Berazategui          | Norman Lee                   | 5500      |
| Brown de Adrogué       | Adrogué              | Lorenzo Arandilla            | 4500      |
| Colegiales             | Munro                | Libertarios Unidos           | 8500      |
| Defensores de Belgrano | Buenos Aires         | Juan Pasquale                | 9000      |
| Def. de Cambaceres     | Ensenada             | 12 de Octubre                | 8500      |
| Deportivo Armenio      | Ingeniero Maschwitz  | Armenia                      | 10.500    |
| Deportivo Italiano     | Ciudad Evita         | República de Italia          | 7000      |
| Estudiantes            | Caseros              | Ciudad de Caseros            | 16.740    |
| Flandria               | Jáuregui             | Carlos V                     | 5000      |
| General Lamadrid       | Buenos Aires         | Enrique Sexto                | 3500      |
| Leandro N. Alem        | General Rodríguez    | Leandro N. Alem              | 4000      |
| San Telmo              | Dock Sud             | Dr. Osvaldo Baletto          | 5500      |
| Sarmiento              | Junín                | Eva Perón                    | 22.000    |
| Talleres               | Remedios de Escalada | Talleres                     | 15.000    |
| Tristán Suárez         | Tristán Suárez       | 20 de Octubre                | 15.000    |

### Distribución geográfica de los equipos
| Región                                   | Cant. | Equipos |
| ---------------------------------------- | ----- | --- |
| Conurbano bonaerense                     | 11    | Almirante Brown, Argentino de Quilmes, Berazategui, Brown de Adrogué, Colegiales, Deportivo Armenio, Deportivo Italiano, Estudiantes (BA), San Telmo, Talleres y Tristán Suárez |
| Interior de la provincia de Buenos Aires | 3     | Flandria, Leandro N. Alem y Sarmiento (Junín) |
| Ciudad de Buenos Aires                   | 3     | Atlanta, Defensores de Belgrano y General Lamadrid |
| Gran La Plata                            | 1     | Defensores de Cambaceres |

## Formato

### Competición
Los 18 equipos disputaron un torneo largo de 34 fechas por el sistema de todos contra todos, ida y vuelta.

### Ascensos
El equipo ubicado en el primer lugar de la tabla de posiciones final logró la clasificación a las semifinales del reducido, el equipo ubicado en el segundo lugar clasificó directamente a los cuartos de final, mientras que los equipos ubicados entre el tercer y el decimosegundo lugar se clasificaron a los octavos de final del Torneo Reducido. El ganador del reducido obtuvo el único ascenso directo que otorgó la categoría en esta temporada.

### Descensos
El promedio se calculaba sumando los puntos obtenidos en la fase regular de los torneos de 1997/98, 1998/99 y 1999/00, dividiendo por estas 3 temporadas. Los equipos que ocuparon los dos últimos lugares de la tabla de promedios descendieron a la Primera C.

## Tabla de posiciones
| Pos | Equipo                 | Pts | PJ | PG | PE | PP | GF | GC | DIF |
| --- | ---------------------- | --- | -- | -- | -- | -- | -- | -- | --- |
| 1   | Brown de Adrogué       | 60  | 34 | 17 | 9  | 8  | 56 | 34 | 22  |
| 2   | Estudiantes (BA)       | 59  | 34 | 17 | 11 | 6  | 53 | 31 | 22  |
| 3   | Deportivo Italiano     | 59  | 34 | 16 | 11 | 7  | 45 | 25 | 20  |
| 4   | Flandria               | 53  | 34 | 13 | 14 | 7  | 38 | 22 | 16  |
| 5   | San Telmo              | 53  | 34 | 15 | 8  | 11 | 33 | 30 | 3   |
| 6   | Atlanta                | 50  | 34 | 13 | 11 | 10 | 40 | 35 | 5   |
| 7   | Colegiales             | 50  | 34 | 14 | 8  | 12 | 54 | 56 | -2  |
| 8   | Tristán Suárez         | 49  | 34 | 12 | 13 | 9  | 49 | 40 | 9   |
| 9   | Sarmiento de Junín     | 47  | 34 | 12 | 11 | 11 | 47 | 42 | 5   |
| 10  | Argentino de Quilmes   | 47  | 34 | 12 | 11 | 11 | 36 | 38 | -2  |
| 11  | Defensores de Belgrano | 46  | 34 | 10 | 16 | 8  | 27 | 21 | 6   |
| 12  | Berazategui            | 46  | 34 | 11 | 13 | 10 | 35 | 41 | -6  |
| 13  | Almirante Brown        | 45  | 34 | 12 | 9  | 13 | 42 | 44 | -2  |
| 14  | Def. de Cambaceres     | 40  | 34 | 11 | 10 | 13 | 50 | 53 | -3  |
| 15  | Talleres (RE)          | 37  | 34 | 9  | 10 | 15 | 26 | 37 | -11 |
| 16  | Deportivo Armenio      | 35  | 34 | 8  | 11 | 15 | 29 | 38 | -9  |
| 17  | Leandro N. Alem        | 23  | 34 | 5  | 8  | 21 | 34 | 65 | -31 |
| 18  | General Lamadrid       | 15  | 34 | 2  | 9  | 23 | 28 | 71 | -43 |

|  |                                                                     |
|  | Clasificado a las semifinales por el ascenso por finalizar primero. |

|  |                                                                          |
|  | Clasificado a los cuartos de final por el ascenso por finalizar segundo. |

|  |                                                                  |
|  | Clasificados a los octavos de final del reducido por el ascenso. |

## Torneo reducido

### Primera Ronda
Se disputó a partido único, haciendo de local y teniendo ventaja deportiva el mejor ubicado en la tabla de posiciones.
| 17 de junio de 2000 | Deportivo Italiano | 4:1 | Berazategui | Estadio Fragata Presidente Sarmiento, |  |

| 17 de junio de 2000 | Flandria | 0:3 | Defensores de Belgrano | Estadio Carlos V, |  |

| 17 de junio de 2000 | San Telmo | 2:1 | Argentino de Quilmes | Estadio Dr. Osvaldo Baletto, |  |

| 17 de junio de 2000 | Atlanta | 0:6 | Sarmiento de Junín | Estadio Don León Kolbowsky, |  |

| 17 de junio de 2000 | Colegiales | 2:1 | Tristán Suárez | Estadio Libertarios Unidos, |  |

### Segunda Ronda
| 25 de junio de 2000 | Estudiantes | 2:0 | Defensores de Belgrano | Estadio Ciudad de Caseros, |  |

| 25 de junio de 2000 | Sportivo Italiano | 1:2 | Sarmiento de Junín | Estadio República de Italia, |  |

| 27 de junio de 2000 | San Telmo | 1:2 | Colegiales | Estadio Dr. Osvaldo Baletto, |  |

### Semifinales
| 1 de julio de 2000 | Colegiales | 2:3 | Estudiantes (BA) | Estadio Libertarios Unidos, Munro |  |

| 9 de julio de 2000 | Estudiantes (BA) | 1:0 | Colegiales | Estadio Ciudad de Caseros, Caseros |  |

| 1 de julio de 2000 | Sarmiento de Junín | 1:1 | Brown de Adrogué | Estadio Eva Perón, Junín |  |

| 11 de julio de 2000 | Brown de Adrogué | 1:2 | Sarmiento de Junín | Estadio Alfredo Beranger, Temperley |  |

### Final
Se disputó a doble partido, haciendo como local en primer lugar el peor ubicado en la tabla de posiciones y en la vuelta el mejor ubicado, que además tenía ventaja deportiva.
| Sarmiento (J) | 1 - 3 | Estudiantes (BA) | Estadio Eva Perón | 16 de julio |
| Estudiantes (BA) | 0 - 2 | Sarmiento (J)    | Ciudad de Caseros | 22 de julio |
| Global: 3 - 3. Estudiantes (BA) obtuvo la final por ventaja deportiva, se coronó campeón y ascendió a la Primera B Nacional |       |                  |                   |             |

## Tabla de descenso
| Pos | Equipo                 | 1997/98 | 1998/99 | 1999/00 | Pts | PJ  | Promedio |
| --- | ---------------------- | ------- | ------- | ------- | --- | --- | -------- |
| 1º  | Estudiantes (BA)       | -       | -       | 59      | 59  | 34  | 1,735    |
| 2º  | Defensores de Belgrano | 55      | 65      | 46      | 166 | 102 | 1,627    |
| 3º  | Brown de Adrogué       | 44      | 56      | 60      | 160 | 102 | 1,569    |
| 4º  | Deportivo Italiano     | -       | 45      | 59      | 104 | 68  | 1,529    |
| 5º  | Atlanta                | -       | -       | 50      | 50  | 34  | 1,470    |
| 6º  | Colegiales             | -       | -       | 50      | 50  | 34  | 1,470    |
| 7º  | Tristán Suárez         | 35      | 58      | 49      | 142 | 102 | 1,392    |
| 8º  | Flandria               | -       | 41      | 53      | 94  | 68  | 1,382    |
| 9º  | Deportivo Armenio      | 54      | 47      | 35      | 136 | 102 | 1,333    |
| 10º | Talleres (RE)          | 53      | 45      | 37      | 135 | 102 | 1,323    |
| 11º | Argentino de Quilmes   | 49      | 39      | 47      | 135 | 102 | 1,323    |
| 12º | Sarmiento de Junín     | 43      | 43      | 47      | 133 | 102 | 1,304    |
| 13º | San Telmo              | 31      | 47      | 53      | 131 | 102 | 1,284    |
| 14º | Almirante Brown        | -       | 42      | 45      | 87  | 68  | 1,279    |
| 15º | Berazategui            | 49      | 32      | 46      | 127 | 102 | 1,245    |
| 16º | Def. de Cambaceres     | -       | -       | 40      | 40  | 34  | 1,176    |
| 17º | Leandro N. Alem        | 32      | 41      | 23      | 96  | 102 | 0,941    |
| 18º | General Lamadrid       | -       | 42      | 15      | 57  | 68  | 0,838    |

|  | Descendió a la Primera C. |